# Vietnamesische Badmintonmeisterschaft 1966
Die Vietnamesische Badmintonmeisterschaft 1966 fand in Ho-Chi-Minh-Stadt statt. Es war die dritte Austragung der nationalen Titelkämpfe von Vietnam im Badminton.

## Titelträger
| Disziplin    | Sieger                   |
| ------------ | ------------------------ |
| Herreneinzel | Huỳnh Tấn Tài            |
| Dameneinzel  | nicht ausgetragen        |
| Herrendoppel | Âu Tâm Đế Thái Luân Hiển |
| Damendoppel  | nicht ausgetragen        |
| Mixed        | nicht ausgetragen        |